# Villalobar de Rioja
Villalobar de Rioja is een gemeente in de Spaanse provincie en regio La Rioja met een oppervlakte van 10,94 km². Villalobar de Rioja telt 63 inwoners (1 januari 2016).

## Demografische ontwikkeling

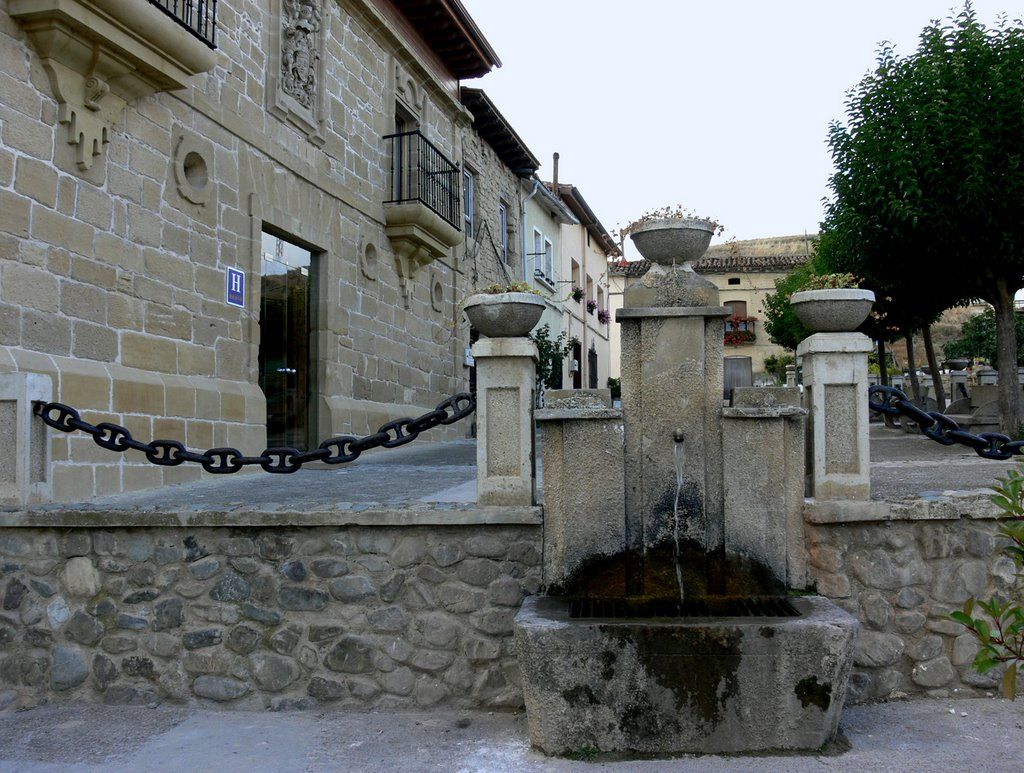
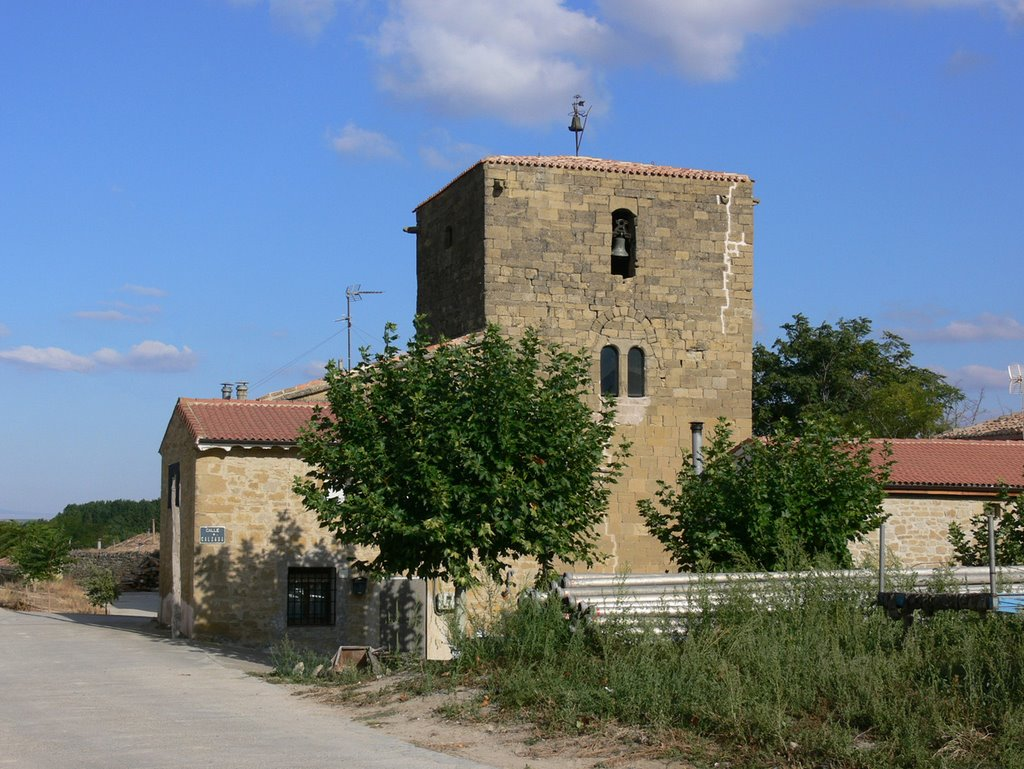

Bron: INE, 1857-2011: volkstellingen